# ア・コルーニャ空港
ア・コルーニャ空港（あこるーにゃくうこう、ガリシア語: Aeroporto da Coruña-Alvedro、スペイン語: Aeropuerto de La Coruña-Alvedro (IATA: LCG, ICAO: LECO)、）は、スペイン・ガリシア州・ア・コルーニャ県にある国際空港である。旧名称はアルベドロ空港。正式名称はガリシア語によるもの。ア・コルーニャの南東にあるクジェレード中心部から7kmの地点に位置する。2011年の旅客数は1,012,800人だった。Aenaが管制する空港ネットワークに組み込まれている。1,940m(3/21)の滑走路1本を備えている。

## 歴史

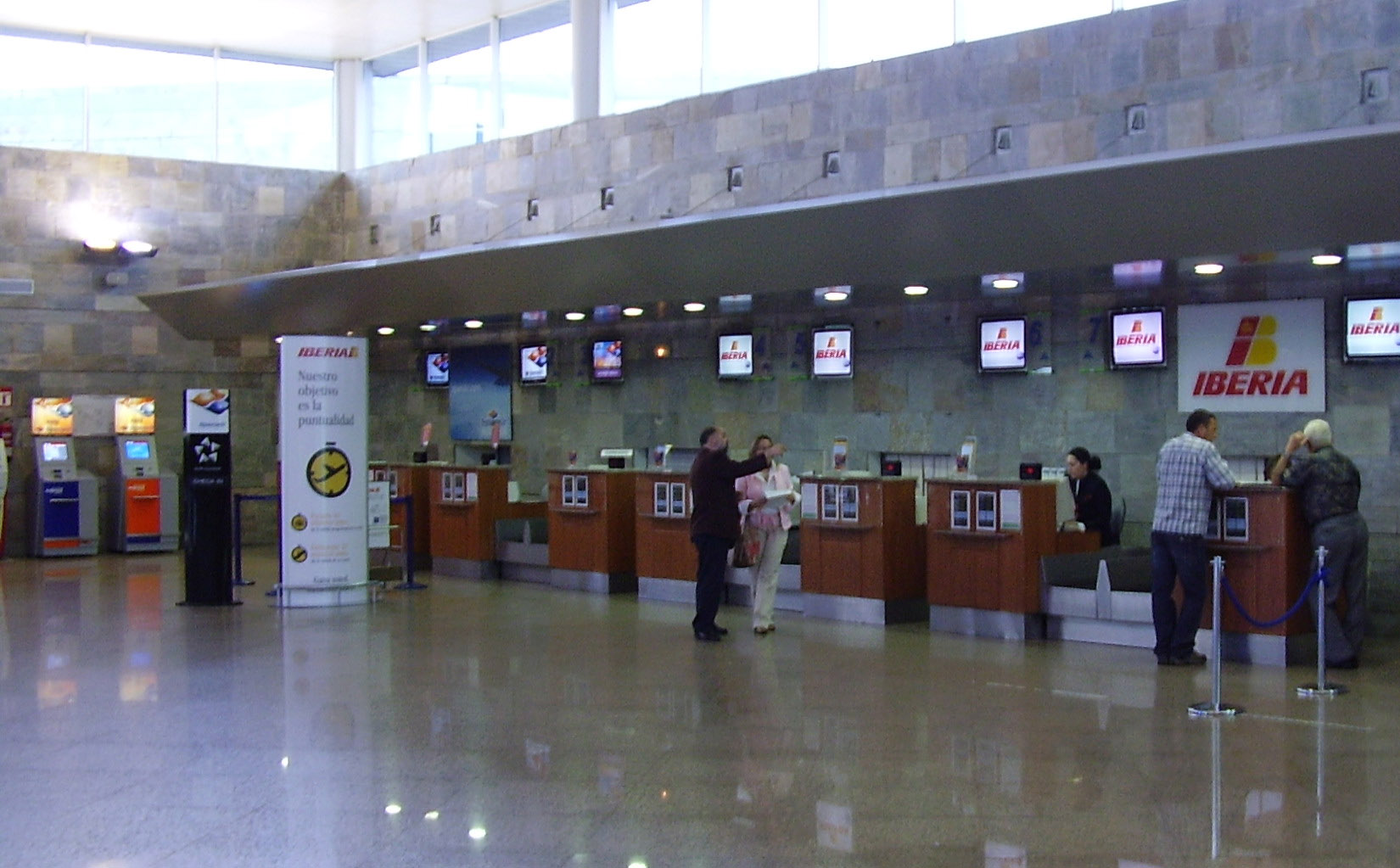
チェックインカウンター

1953年9月11日、スペインの内閣はア・コルーニャ県の住民が利用する空港の建設を命じた。当時のこの地域に空港はなく、丘陵地形や気象条件などから建設は困難を極めた。当時、空路でガリシア州にアクセスするには、1935年に開港していたサンティアゴ・デ・コンポステーラのラバコジャ空港を利用するのが唯一の手段だった。ア・コルーニャ空港はクジェレードにあるアルベドロの台地状の高台の上に建設された。空港建設前の敷地は閑散としており、まず駐車場とターミナルの建設が計画されると、1961年には電波設備と液晶画面設備が導入された。1962年にはターミナルビルが建設され、滑走路に進入灯や他の信号が設置された。同時に、ア・コルーニャの議会は空港とア・コルーニャ、サンティアゴ・デ・コンポステーラを結ぶ道路の建設を命じた。1963年5月に空港が竣工し、国内線用商業空港として開港した。5月25日に開港記念式典が行われ、マドリードから訪れた初便はアビアコ航空によって運航された。
1964年、アビアコ航空はコンベア240でビーゴ、ア・コルーニャ、サンタンデール、サン・セバスティアン、バルセロナの順に巡る便を運航した。しかしこの路線は不人気で採算がとれず、就航から1年後に廃航された。1971年には同じ路線が運航されたが、やはり失敗に終わった。1960年代末までに、空港はスイスやイングランドからのチャーター便の受け入れを開始した。1979年には税関がオープンし、1990年には航空管制室が追加された。1980年代には多くの改善が行われ、滑走路のグラデーションの増加、計器着陸装置(ILS)の導入などが行われた。1994年までに年間旅客数は259,000人を超えた。新ターミナルビルの建設を含む空港や施設のさらなる拡張や周辺地域の都市化などが、空港の継続的な成長と人気の高まりを促した。2001年にはボーディング・ブリッジや貨物ターミナルが導入された。現在の空港は1,940m（6360ft）の単一の滑走路を有し、毎時12便が離着陸可能である。駐車場施設の拡充、計器着陸装置のカテゴリーIIからカテゴリーIIIへのランクアップ、短い滑走路の延長、航空機駐車施設の拡張などが計画されている。

## 就航会社・就航地
| 航空会社                                      | 就航地 |
| --------------------------------------------- | --- |
| エア・ヨーロッパ                              | マドリード/バラハス                                                                                                 |
| イベリア航空                                  | マドリード/バラハス                                                                                                 |
| TAP ポルトガル航空 ポルトガリア航空による運航 | リスボン |
| ブエリング航空                                | バルセロナ＝エル・プラット, ビルバオ, ロンドン・ヒースロー, セビリア 季節運航: グラン・カナリア, テネリフェ・ノルテ |

## 事故
1973年8月13日、深い霧の中でア・コルーニャ空港に着陸しようとしたアビアコ航空118便が、空港から約2km離れた自治体オレイロスのリアンス教区モントローベ地区に墜落。機内にいた85人全員と地上にいた村人1人が死亡した。